# Larry O. Spencer

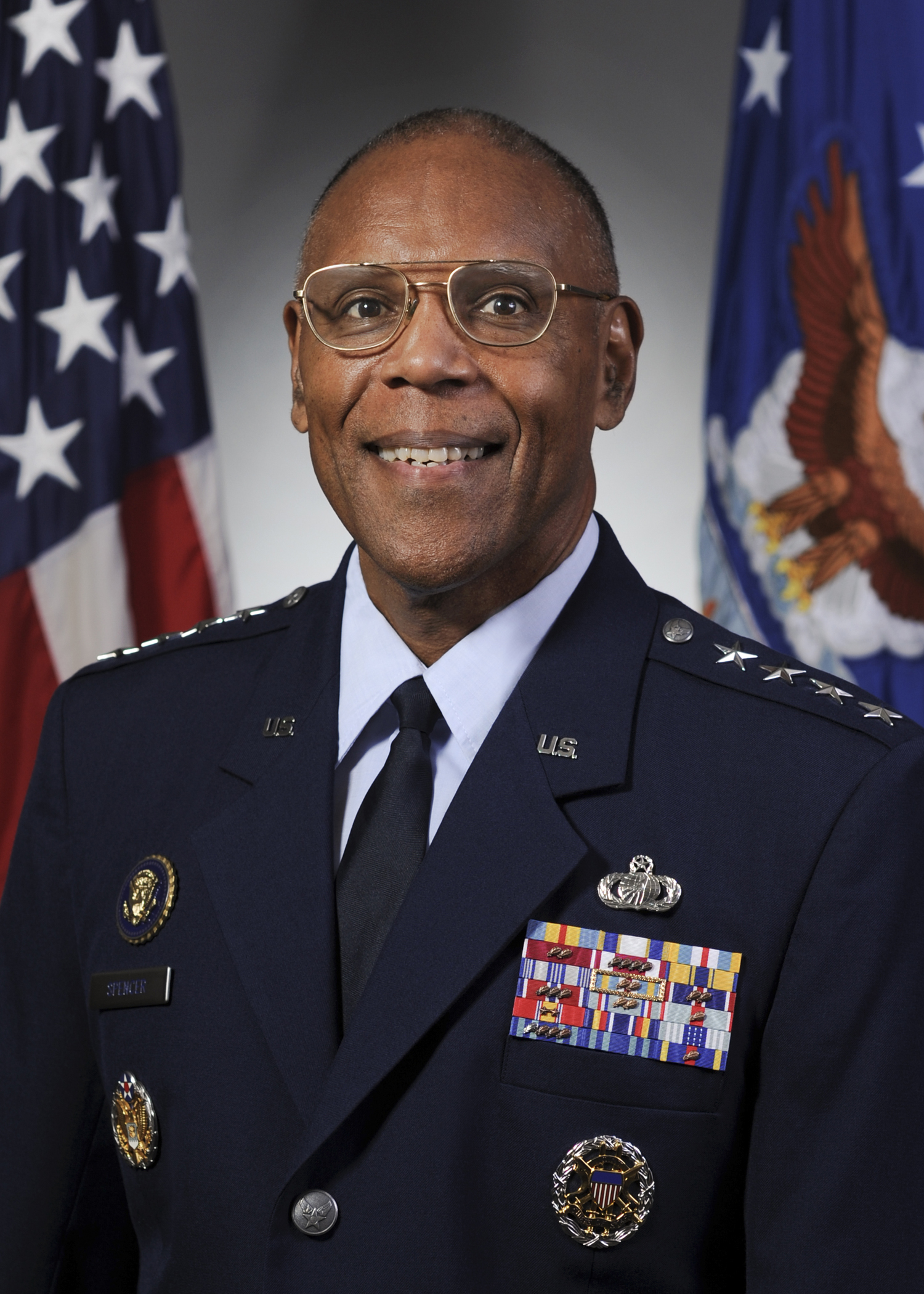
Larry O. Spencer (2012)

Larry Oneil Spencer (* 1954 in Washington, D.C.) ist ein ehemaliger General der United States Air Force (USAF). Er diente vom 27. Juli 2012 bis zum 6. August 2015 als Vice Chief of Staff of the Air Force (VCSAF; zu deutsch etwa: stellvertretender Generalstabschef der USAF).

## Ausbildung und Karriere
Spencer wuchs in Prince George’s County, Maryland, auf, wo er eine örtliche High School besuchte. 1979 schloss er ein Studium an der Southern Illinois University Carbondale, Illinois, mit einem Bachelor of Science in Industrial Engineering ab und trat nach einjähriger Ausbildung an der Air Force Officer Training School auf der Lackland Air Force Base, Texas, 1980 in den aktiven Dienst.
Während der 1980er-Jahre diente er an verschiedenen Stellen vornehmlich als Rechnungsführer, so etwa im Air Force Reserve Command (AFRC), Georgia, im Hauptquartier der USAF im Pentagon und dem 1992 inaktivierten Military Airlift Command, einem früheren Hauptkommando der USAF mit Sitz auf der Scott Air Force Base, Illinois, wo er für Budget und Haushaltsfragen zuständig war.
Sein erstes Kommando übernahm er 1990 nach einjährigem Besuch des Marine Corps Command and Staff College mit der Leitung des 4th Comptroller Squadron auf der Seymour Johnson Air Force Base, North Carolina. Es folgten Kommandos über die 72nd Support Group auf der Tinker Air Force Base, Oklahoma (1996–98), und über den 75th Air Base Wing auf der Hill Air Force Base, Utah (1998/99), anschließend eine knapp vierjährige Dienstzeit im Hauptquartier des Air Combat Command, Langley Air Force Base, Virginia, wo er wiederum für das Rechnungswesen zuständig war.
Spencers weitere Ausbildung umfasst unter anderem Masterabschlüsse in Business Management von der Webster University (1987) und in Resource Strategy von der National Defense University (1994). Larry Spencer ist verheiratet mit Ora Spencer, gemeinsam haben sie drei Kinder.

## Dienst im Generalsrang

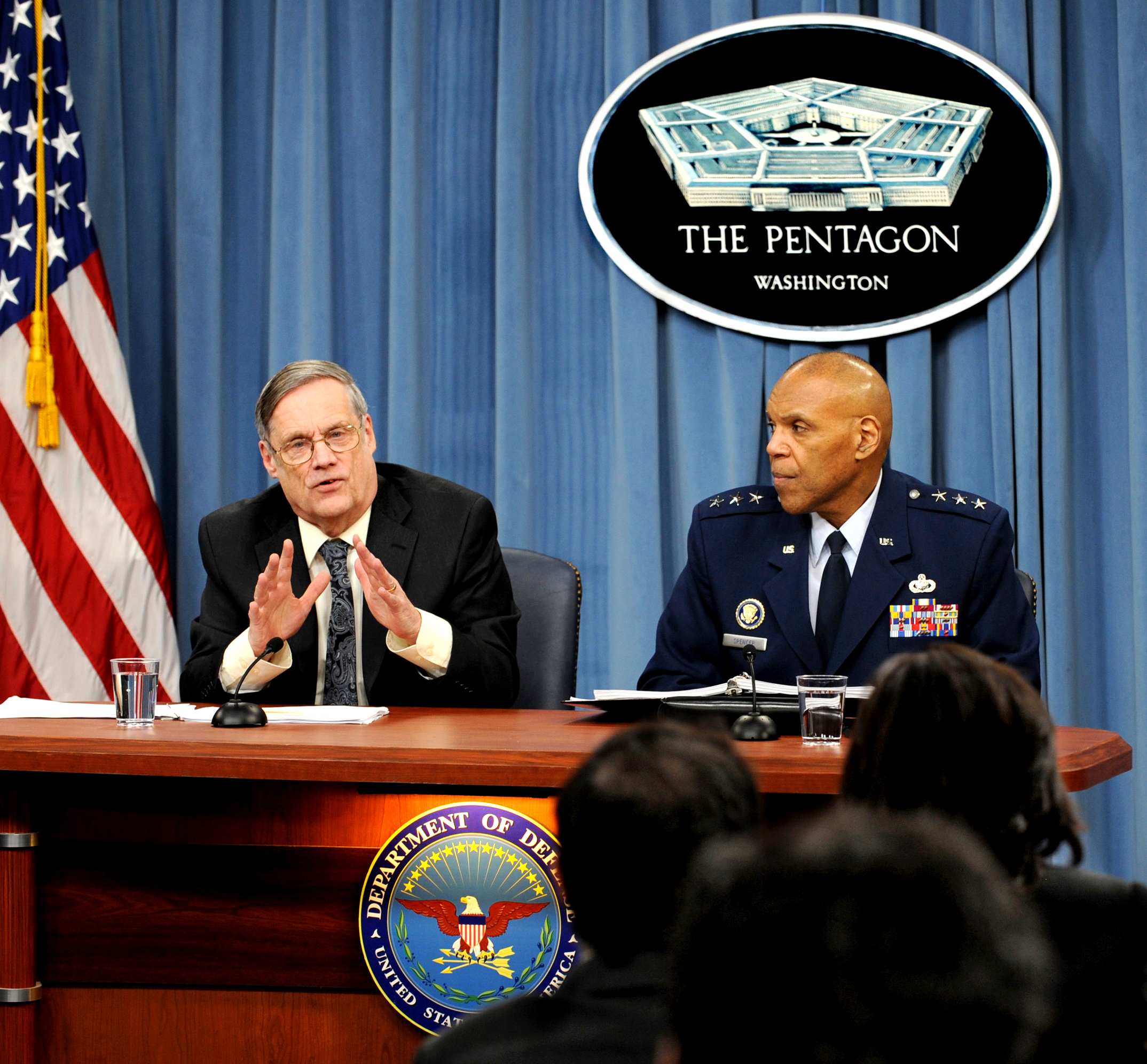
Spencer (hier als Generalleutnant) während einer Pressekonferenz zum Verteidigungshaushalt im Pentagon, Februar 2011

Im Juni 2003 wurde Spencer als Director of Mission Support ins Hauptquartier des Air Force Materiel Command (AFMC) auf die Wright-Patterson Air Force Base, Ohio, versetzt und in dieser Funktion am 1. Juli 2004 zum Brigadegeneral befördert. Anschließend war er von August 2005 bis August 2006 Vizedirektor des Oklahoma City Air Logistics Centers auf der Tinker Air Force Base.
Von August 2006 bis Oktober 2007 diente Spencer als Director for Budget Operations and Personnel beim Assistant Secretary of the Air Force, von August 2007 an im Range eines Generalmajors, anschließend bis 2010 ebenda als Deputy Assistant Secretary for Budget und unter Beförderung zum Generalleutnant dann von April 2010 bis Juli 2012 als Director of Force Structure, Resources and Assessments im Vereinigten Generalstab.
Am 11. Mai 2012 nominierte US-Präsident Barack Obama Spencer für die Nachfolge von Philip M. Breedlove, der seinerseits den Oberbefehl über das U.S. European Command übernahm, als stellvertretender Vorsitzender des Generalstabs der USAF. Der Senat bestätigte die Nominierung am 24. Mai, Spencer übernahm den Posten schließlich am 27. Juli desselben Jahres, seine Beförderung zum General erfolgte im Rahmen der Kommandoübergabe.
Am 6. August 2015 trat Spencer in den Ruhestand, sein Nachfolger als VCSAF wurde David L. Goldfein.

## Beförderungen
| Rang               | Datum            |
| ------------------ | ---------------- |
| Second Lieutenant  | 14. Februar 1980 |
| First Lieutenant   | 14. Februar 1982 |
| Captain            | 14. Februar 1984 |
| Major              | 1. Dezember 1988 |
| Lieutenant Colonel | 1. April 1992    |
| Colonel            | 1. Januar 1998   |
| Brigadier General  | 1. Juli 2004     |
| Major General      | 29. August 2007  |
| Lieutenant General | 3. April 2010    |
| General            | 27. Juli 2012    |

## Auszeichnungen
Auswahl der Dekorationen, sortiert in Anlehnung an die Order of Precedence of Military Awards:
- Defense Distinguished Service Medal
- Air Force Distinguished Service Medal
- Defense Superior Service Medal
- Legion of Merit mit zweifachem Eichenlaub
- Meritorious Service Medal mit vierfachem Eichenlaub
- Air Force Commendation Medal
- Air Force Achievement Medal